# Ilo Wallace
Ilo Browne Wallace (n. Indianola (Iowa), 10 de marzo de 1888-South Salem, Nueva York, 22 de febrero de 1981) fue la esposa del Vicepresidente de los Estados Unidos, Henry A. Wallace, siendo la Segunda Dama de Estados Unidos entre los años 1941 y 1945.

## Biografía
Nacida en el año 1888 en Indianola (Iowa), era hija James Browne Lytle y de Lindsay Harriet, que más tarde se separaron.
El día 20 de mayo del año 1914 se casó con Henry Agard Wallace. Un año más tarde tras la boda, tuvieron su primer hijo, Enrique Browne Wallace (n. 1915-2005), dos años después tuvieron a su segundo hijo, Robert Browne Wallace (n. 1918-2002), y otros dos años más tarde tuvieron a su tercer y último hijo, Jean Browne Wallace (n. en 1920).
Su marido Henry, se convirtió en el editor jefe de la influyente revista agrícola fundada por su padre el periodista y político, Henry Cantwell Wallace, revista llamada Farm Progress (español: Granja Progreso). Después su marido, entró en el mundo de la política perteneciendo al Partido Demócrata de los Estados Unidos, entrando en el gobierno de los presidentes, Franklin D. Roosevelt y Harry S. Truman, siendo nombrado entre los años 1933-1940, Secretario de Agricultura de los Estados Unidos y entre 1945-1946 fue Secretario de Comercio.
Posteriormente, su marido Henry A. Wallace, el día 20 de enero del 1941 fue nombrado por el presidente Franklin D. Roosevelt, nuevo Vicepresidente de los Estados Unidos mientras mantuvo a la vez durante un año su cargo de Secretario de Comercio, y Ilo pasó a ser la nueva Segunda Dama de Estados Unidos, entonces la familia los Wallace se trasladaron ala residencia oficial del vicepresidente, al Number One Observatory Circle, en el Observatorio Naval de los Estados Unidos, en Washington D. C..
Como Segunda Dama del país, fue una principal anfitriona en la botadura del buque USS Iowa (BB-61). 

### Vida posterior
Ilo Wallace recibió como herencia de sus padres, junto socios comerciales, parte de Hi-Bred Corn, empresa que desarrolló y distribuyó maíz híbrido y agricultura eventualmente transformada. La empresa es actualmente conocida como Pioneer Hi-Bred International, la segunda mayor compañía de semillas en los Estados Unidos.

### Fallecimiento
El día 22 de febrero de 1981, Ilo Wallace falleció a los 92 años, en South Salem una aldea del Estado de Nueva York, que era donde está situada Granja Farvue.